# زاييتشار
زاييتشار (Зајечар) هي مدينة في مقاطعة زاييتشار في إقليم جنوب وشرق صربيا في صربيا. وفقا لتعداد عام 2011 بلغ عدد سكان البلدة نسمة 59,461. زاييتشار بها عدد من المدارس الابتدائية والثانوية وكذلك أول كلية خاصة تأسست في صربيا، وكلية الإدارة في جامعة جون نايزبيت. تعرف المدينة بمهرجان موسيقى الروك غيتاريادا Гитаријада القائم منذ 50 عاما والمهرجان مخصص للفن المعاصر، زاليت ZALET.

## المناخ
يظهر الجدول التالي التغييرات المناخية على مدار السنة لزاييتشار:
| البيانات المناخية لـزاييتشار                           | البيانات المناخية لـزاييتشار | البيانات المناخية لـزاييتشار | البيانات المناخية لـزاييتشار | البيانات المناخية لـزاييتشار | البيانات المناخية لـزاييتشار | البيانات المناخية لـزاييتشار | البيانات المناخية لـزاييتشار | البيانات المناخية لـزاييتشار | البيانات المناخية لـزاييتشار | البيانات المناخية لـزاييتشار | البيانات المناخية لـزاييتشار | البيانات المناخية لـزاييتشار | البيانات المناخية لـزاييتشار |
| الشهر                                                  | يناير                        | فبراير                       | مارس                         | أبريل                        | مايو                         | يونيو                        | يوليو                        | أغسطس                        | سبتمبر                       | أكتوبر                       | نوفمبر                       | ديسمبر                       | المعدل السنوي                |
| ------------------------------------------------------ | ---------------------------- | ---------------------------- | ---------------------------- | ---------------------------- | ---------------------------- | ---------------------------- | ---------------------------- | ---------------------------- | ---------------------------- | ---------------------------- | ---------------------------- | ---------------------------- | ---------------------------- |
| الدرجة القصوى °م (°ف)                                  | 23.0 (73.4)                  | 25.1 (77.2)                  | 28.4 (83.1)                  | 34.2 (93.6)                  | 35.7 (96.3)                  | 40.4 (104.7)                 | 44.7 (112.5)                 | 41.7 (107.1)                 | 38.4 (101.1)                 | 32.3 (90.1)                  | 28.4 (83.1)                  | 24.6 (76.3)                  | 44.7 (112.5)                 |
| متوسط درجة الحرارة الكبرى °م (°ف)                      | 4.7 (40.5)                   | 7.0 (44.6)                   | 12.1 (53.8)                  | 18.1 (64.6)                  | 23.6 (74.5)                  | 27.3 (81.1)                  | 29.7 (85.5)                  | 29.6 (85.3)                  | 24.4 (75.9)                  | 17.8 (64.0)                  | 10.0 (50.0)                  | 5.1 (41.2)                   | 17.4 (63.3)                  |
| المتوسط اليومي °م (°ف)                                 | −0.2 (31.6)                  | 1.2 (34.2)                   | 5.9 (42.6)                   | 11.4 (52.5)                  | 16.8 (62.2)                  | 20.4 (68.7)                  | 22.4 (72.3)                  | 21.7 (71.1)                  | 16.6 (61.9)                  | 10.8 (51.4)                  | 4.8 (40.6)                   | 0.7 (33.3)                   | 11.0 (51.8)                  |
| متوسط درجة الحرارة الصغرى °م (°ف)                      | −4.2 (24.4)                  | −3.4 (25.9)                  | 0.3 (32.5)                   | 4.7 (40.5)                   | 9.5 (49.1)                   | 12.7 (54.9)                  | 14.2 (57.6)                  | 13.9 (57.0)                  | 9.9 (49.8)                   | 5.4 (41.7)                   | 0.7 (33.3)                   | −2.9 (26.8)                  | 5.1 (41.2)                   |
| أدنى درجة حرارة °م (°ف)                                | −29.0 (−20.2)                | −23.6 (−10.5)                | −17.5 (0.5)                  | −6.5 (20.3)                  | −1.5 (29.3)                  | 1.8 (35.2)                   | 5.0 (41.0)                   | 4.3 (39.7)                   | −5.0 (23.0)                  | −8.8 (16.2)                  | −17.4 (0.7)                  | −22.2 (−8.0)                 | −29.0 (−20.2)                |
| الهطول مم (إنش)                                        | 38.4 (1.51)                  | 39.8 (1.57)                  | 40.6 (1.60)                  | 53.2 (2.09)                  | 52.4 (2.06)                  | 58.1 (2.29)                  | 56.3 (2.22)                  | 43.9 (1.73)                  | 44.3 (1.74)                  | 48.0 (1.89)                  | 52.3 (2.06)                  | 54.0 (2.13)                  | 581.4 (22.89)                |
| متوسط أيام هطول الأمطار (≥ 0.1 mm)                     | 11                           | 10                           | 11                           | 12                           | 12                           | 10                           | 8                            | 7                            | 8                            | 9                            | 11                           | 12                           | 122                          |
| متوسط الأيام المثلجة                                   | 8                            | 7                            | 5                            | 0                            | 0                            | 0                            | 0                            | 0                            | 0                            | 0                            | 3                            | 6                            | 28                           |
| متوسط الرطوبة النسبية (%)                              | 79                           | 75                           | 71                           | 69                           | 69                           | 68                           | 64                           | 66                           | 71                           | 78                           | 81                           | 82                           | 73                           |
| ساعات سطوع الشمس الشهرية                               | 71.7                         | 92.2                         | 129.3                        | 165.7                        | 223.4                        | 254.1                        | 286.5                        | 266.4                        | 188.0                        | 125.8                        | 72.9                         | 55.9                         | 1٬932                        |
| المصدر: Republic Hydrometeorological Service of Serbia |                              |                              |                              |                              |                              |                              |                              |                              |                              |                              |                              |                              |                              |

## توأمة
لزاييتشار اتفاقيات توأمة مع كل من:
- فيدين [5]
- كالافات [الإنجليزية]‏
- كالاراش

## أعلام
- بوبان ماريانوفيتش
- إيفانا سيرت
- ميليان بافكوفيتش

## طالع
غامزيغراد